# Нитта, Ёка
Ёка Нитта (яп. 新田祐克), родившаяся 8 марта 1971 года, — японская художница яойной манги. Хотя Нитта уже была поклонницей манги, она познакомилась с яойной мангой, когда училась в пятом классе, благодаря своей соседке. 
Ее первая манга «Группи» была опубликована издательством Biblos в 1997 году. Она считает, что персонажи не всегда должны быть семэ или укэ, а ее «Объятия любви» была названа первым произведением с «обратимой» парой на английском языке. В 2008 году стало известно, что Нитта нарушила авторские права на рекламные фотографии, использовав их для иллюстраций в своей манге «В объятиях любви»; впоследствии она принесла извинения за неправомерное использование, как и её издатель.
Нитта посетила Яой-Кон и Нью-Йоркский фестиваль комиксов в 2006 году, но отменила своё запланированное выступление на Яой-Кон в 2008 году после скандала с прослушиванием.